# Singa (mitologia)

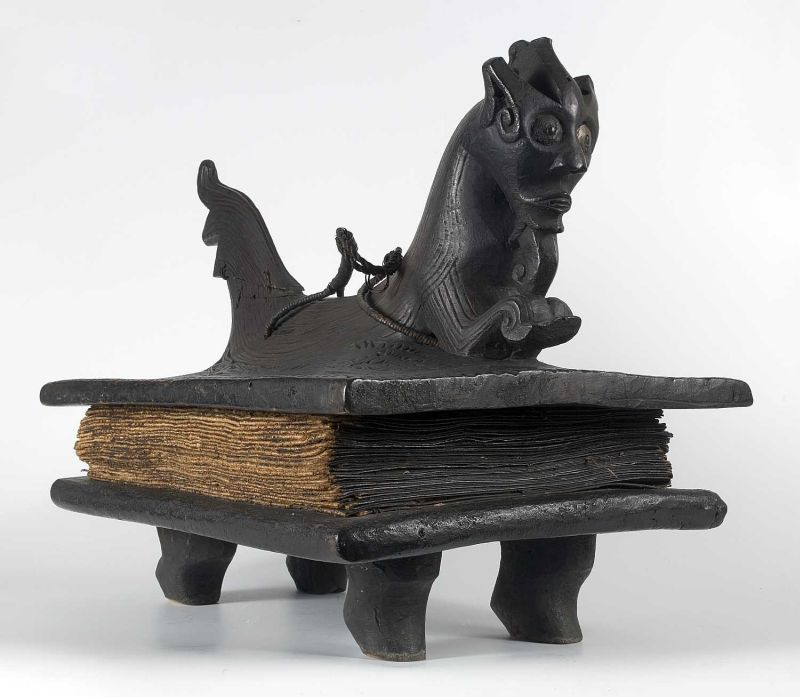
Uma figura de singa no Grande Pustaha.

Singa é uma figura apotropaica da mitologia do povo Batak da Sumatra Setentrional, na Indonésia. O singa representa um poder benevolente e protetor. O singa é descrito como "parte de um ser humano, parte de um búfalo e parte de um crocodilo ou de um lagarto". É representado de forma variada, mas tem sempre uma face alongada, com grandes olhos salientes, nariz bem definido e uma longa barba em espiral. Muitas vezes é representado apenas com a cabeça, mas às vezes também pode ser representado de corpo inteiro. Outras figuras — como outras divindades protetoras ou figuras ancestrais — também podem ser representadas em pé ou sentadas no topo da cabeça do singa.

## Etimologia
A palavra singa é derivada do sânscrito singa, "leão". O termo do povo Batak de singa tem uma predominância mágica, e não zoológica, então singa não simboliza um leão. Em vez disso, o singa representa o Naga ou Boru Saniang Naga, a serpente primitiva da mitologia hindu-budista. Não sabe ao certo porque o nome singa é atribuído a esta figura mágica.

## Como ornamento
Imagens de singa são esculpidas em vários objetos, como utensílios domésticos, recipientes de remédios, joias, amuletos, caixões de madeira, sarcófagos de pedra, celeiros e casas tradicionais do povo Batak. Seu uso frequente fez do singa um símbolo da cultura dos Batak. Esculturas de singa em uma casa Batak é chamada singa ni ruma, ou "singa da casa". O uso apotropaico de um singa pode ter vindo do período do Budismo-hindu do povo Batak durante o século IX (o povo Batak é predominantemente cristão e muçulmano). Uma das principais características da arquitetura hindu-budista em Java e Bali é o deus onipresente kirtimukha sobre os arcos e portais. Foi durante o período de
aparajita no início do século IX, que esta versão Batak de kirtimukha — chamada singhamugam — apareceu em relevo nas construções.